# Острошовиці
Острошовиці (пол. Ostroszowice, нім. Weigelsdorf) — село в Польщі, у гміні Дзержонюв Дзержоньовського повіту Нижньосілезького воєводства.
Населення — 1845 осіб (2011).
У 1975-1998 роках село належало до Валбжиського воєводства.

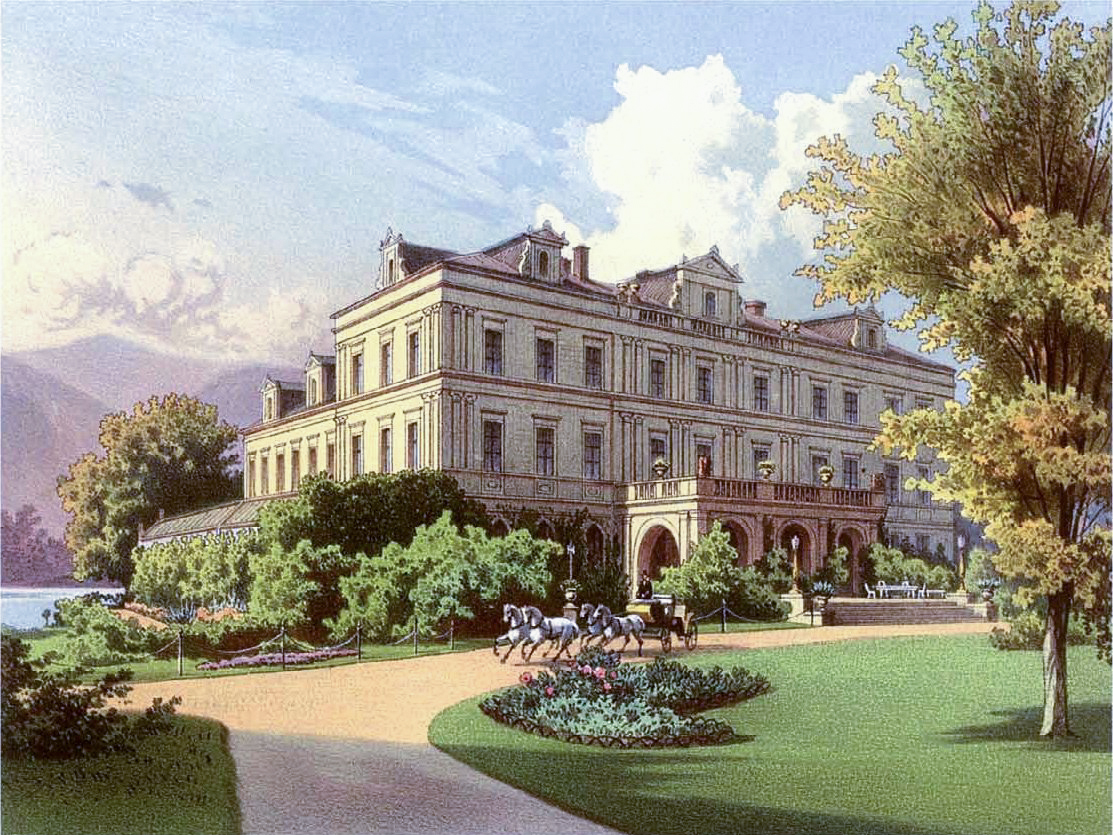
Palace Weigelsdorf, around 1860, Edition by Alexander Duncker

## Демографія
Демографічна структура станом на 31 березня 2011 року:
|          | Загалом | Допрацездатний вік | Працездатний вік | Постпрацездатний вік |
| -------- | ------- | ------------------ | ---------------- | -------------------- |
| Чоловіки | 922     | 152                | 677              | 93                   |
| Жінки    | 923     | 145                | 537              | 241                  |
| Разом    | 1845    | 297                | 1214             | 334                  |